# Lijst van voetbalinterlands Laos - Taiwan
Deze lijst van voetbalinterlands is een overzicht van alle officiële voetbalwedstrijden tussen de nationale teams van Laos en Taiwan (Chinees Taipei). De landen hebben tot op heden vier keer tegen elkaar gespeeld. De eerste ontmoeting, een vriendschappelijke wedstrijd, werd gespeeld op 5 november 1974 in Saigon (toenmalig Zuid-Vietnam). De laatste confrontatie, eveneens een vriendschappelijke wedstrijd, vond plaats op 5 december 2017 in Taipei.

## Wedstrijden
| № | Plaats    | Datum            | Competitie                          | Wedstrijd             | Uitslag |
| - | --------- | ---------------- | ----------------------------------- | --------------------- | ------- |
| 1 | Saigon    | 5 november 1974  | Vriendschappelijk                   | Taiwan − Laos         | 2 − 1   |
| 2 | Kaohsiung | 10 februari 2011 | AFC Challenge Cup 2012 kwalificatie | Chinees Taipei − Laos | 5 − 2   |
| 3 | Vientiane | 16 februari 2011 | AFC Challenge Cup 2012 kwalificatie | Laos − Chinees Taipei | 1 − 1   |
| 4 | Taipei    | 5 december 2017  | Vriendschappelijk                   | Chinees Taipei − Laos | 2 − 0   |

## Samenvatting
| Competitie                     | Totaal gespeeld | Winst Laos | Gelijk | Winst Chinees Taipei | Doelsaldo Laos – Chinees Taipei |
| ------------------------------ | --------------- | ---------- | ------ | -------------------- | ------------------------------- |
| AFC Challenge Cup-kwalificatie | 2               | 0          | 1      | 1                    | 3 − 6                           |
| Vriendschappelijk              | 2               | 0          | 0      | 2                    | 1 − 4                           |
| Totaal                         | 4               | 0          | 1      | 3                    | 4 − 10                          |

LFF · 
A-internationals · 
Laotiaans vrouwenelftal
1960 – 1969 · 
1970 – 1979 · 
1980 – 1989 · 
1990 – 1999 · 
2000 – 2009 · 
2010 – 2019 ·
2020 − 2029
Afghanistan ·
Bangladesh ·
Bhutan ·
Brunei ·
Cambodja ·
China ·
Filipijnen ·
Guam ·
Hongkong ·
India ·
Indonesië ·
Iran ·
Jordanië ·
Kazachstan ·
Koeweit ·
Lesotho ·
Libanon ·
Macau ·
Malediven ·
Maleisië ·
Mongolië ·
Myanmar ·
Nepal ·
Oman ·
Oost-Timor ·
Qatar ·
Saoedi-Arabië ·
Singapore ·
Sri Lanka ·
Syrië ·
Taiwan ·
Thailand ·
Turkmenistan ·
Verenigde Arabische Emiraten ·
Vietnam ·
Zuid-Korea ·
Zuid-Vietnam
CTFA ·
Bondscoaches ·
vrouwenvoetbalelftal ·
Topscorers
Afghanistan ·
Australië ·
Bahrein ·
Bangladesh ·
Brunei ·
Cambodja ·
Fiji ·
Filipijnen ·
Grenada ·
Guam ·
Hongkong ·
India ·
Indonesië ·
Irak ·
Iran ·
Israël ·
Japan ·
Jordanië ·
Kenia ·
Kirgizië ·
Koeweit ·
Laos ·
Macau ·
Maleisië ·
Mongolië ·
Myanmar ·
Nepal ·
Nieuw-Zeeland ·
Noord-Korea ·
Oezbekistan ·
Oman ·
Oost-Timor ·
Pakistan ·
Palestina ·
Panama ·
Saint Kitts en Nevis ·
Salomonseilanden ·
Saoedi-Arabië ·
Singapore ·
Sri Lanka ·
Syrië ·
Thailand ·
Trinidad en Tobago ·
Turkmenistan ·
Vietnam ·
Zuid-Korea ·
Zuid-Vietnam